# Nanchenji
Nanchenji (kinesiska: 南陈集, 南陈集镇) är en köping i Kina. Den ligger i provinsen Jiangsu, i den östra delen av landet, omkring 160 kilometer norr om provinshuvudstaden Nanjing. Antalet invånare är 43380. Befolkningen består av 22 054 kvinnor och 21 326 män. Barn under 15 år utgör 19,0 %, vuxna 15-64 år 67 %, och äldre över 65 år 13,0 %.
Genomsnittlig årsnederbörd är 1 270 millimeter. Den regnigaste månaden är juli, med i genomsnitt 280 mm nederbörd, och den torraste är januari, med 23 mm nederbörd.